# Hebecnema alba
Hebecnema alba är en tvåvingeart som beskrevs av Hsue 1983. Hebecnema alba ingår i släktet Hebecnema och familjen husflugor. Inga underarter finns listade i Catalogue of Life.